# Biserica „Toți Sfinții” din Drujineni
Biserica „Toți Sfinții” este o biserică amplasată în Drujineni, raionul Fălești, Republica Moldova. Este un monument arhitectural de importanță națională inclus în Registrul monumentelor Republicii Moldova ocrotite de stat cu nr. 1106 (raionul Fălești). Datează din 1831.